# Perfetti sconosciuti (Fiorella Mannoia)
Perfetti sconosciuti è un singolo della cantante italiana Fiorella Mannoia, scritto dalla cantante stessa in collaborazione con Cesare Chiodo e Tony Bungaro; pubblicato il 22 gennaio 2016 come primo estratto dal diciassettesimo album in studio Combattente e colonna sonora dell'omonimo film.

## Tracce
Testi e musiche di Fiorella Mannoia, Cesare Chiodo e Tony Bungaro.
1. Perfetti sconosciuti – 3:31